# Trieng Matang Ubi
Trieng Matang Ubi is een bestuurslaag in het regentschap Aceh Utara van de provincie Atjeh, Indonesië. Trieng Matang Ubi telt 1425 inwoners (volkstelling 2010).